# 京の茶漬け
『京の茶漬け』（きょうのちゃづけ）は、上方落語の演目。『京の茶漬』とも表記する。
京都の知人宅に寄った大坂人が、その家のおかみの「何もおへん（=ない）のどすけど、お茶漬けでも一膳」という、来客の帰宅を暗にうながす挨拶（茶漬け#茶漬けにまつわる儀礼を参照）を真に受けて、茶漬けを出させた上に、おかわりを所望するやり取りを描く。
武藤禎夫は、安永4年（1775年）に出版された笑話本『一のもり』の一編「会津」を原話として挙げている（ただし舞台が京都という設定はなく、空腹になった男が飯を一膳もらうが、空の茶碗を「よいお道具」と見せておかわりを促したのに対して、相手が空のお櫃を「その茶碗と一緒に買いました」と見せる内容）。安永5年（1776年）の『夜明茶呑噺』にも同趣向の「あいづ」が掲載されている。
飯島友治は6代目三遊亭圓生との対談で、十返舎一九の『江戸前噺鰻』の「茶漬」を大阪で引き延ばしてこの演題になったと推測し（「シミッタレた噺で江戸ッ子には受けない」ため、江戸落語では高座にかけなかったという考えもあわせて披露している）、天保時代の大阪のネタ帳には出てくるものの、大阪でも演者は明治・大正ごろの新聞雑誌まで見ても少なかったと述べている。
短く軽いネタで、多くの演者が高座にかけている。江戸落語での演者としては前出の6代目三遊亭圓生がおり、圓生は3代目三遊亭圓馬から教わったと述べている。武藤禎夫は「大阪弁と京都弁を使い分けるむずかしさから演り手が限られる」と述べている。

## あらすじ
演者はまず、前記の京都の儀礼について触れる。
ある物好きな浪花者の男が、「いっぺん、この茶漬けを食（く）てこましたいな」と考え、京都の知人宅をたずねる。知人の妻が応対し、知人は留守であることを男に告げる。男が「待たしていただけまへんやろか」と訊くと、知人の妻は「どうぞ、おざぶ（＝座布団）お当ておくれやす」と言って、男を座敷に招き入れる。男と知人の妻が、世間話をしながら時を過ごしているうち、食べ物の話となる。男が鯛の刺身と酒の話をしながら、ゆっくりとキセルをふかすので、知人の妻は男のたくらみをなんとなく察する。
そのうち、昼時となる。男が「この辺に食べるモン注（い）うて、とれる店はおまへんやろか」と知人の妻に聞くが、知人の妻は「この辺、何にもあらしまへんのン」と答える。男は「左様（さよ）か。えらいどうもお邪魔をいたしました、ほんなら……」と帰るそぶりを見せる。知人の妻は、思わず「まあ、せっかくのお越しでしたのに……何もおへんのどすけど、ちょっとお茶漬けでも」と口走ってしまう。
男は履きかけた履物を脱いで取って返しながら「左様か、えらいすんまへんなあ」と言いつつ座敷に戻り、座りなおす。知人の妻は「ここで追い返したりしたら京者の恥」と考え、台所に入るが、たまたまこの日は飯櫃の中に冷や飯がわずかに残っているばかり。なんとか冷や飯をかき集めてよそい、漬物を添えて男の前に出す。男はお世辞を言いながら、茶漬けと漬物をゆっくりと食べる。「さすが、宇治が近いだけあって、ええお茶使ってまンな。お漬物も……うん、うまい！ さすが、漬物は京都でやすなあ」
茶漬けを平らげた男は、もう1杯欲しくなり、茶碗を知人の妻の前に差し出してみるが、知人の妻はそっぽを向き、サインに気づかないふりをしている。男はごまかすために、茶碗をほめてみせる。「ええお茶碗ですなあ。清水焼ですかいな。5つほど買（こ）うて、大阪に持って帰りたい。どこでお買いになりました？」それを聞いた知人の妻は飯櫃のふたを取り、飯が残っていない様子が見えるように男の前に突き出し、「このおひつと一緒に、近所の荒物屋で」と告げる。

## 落ちについて
前出の『江戸前噺鰻』の「茶漬」（文化5年・1808年）では、「左様ならお茶を下さりませ」という落ち（サゲ）になっている。
武藤禎夫の『定本 落語三百題』のあらすじでは、男が空の茶碗を見せながら「清水（きよみず）でっか。高（たこ）うおましたやろ」と尋ね、知人の妻が「このお櫃ともで五円」と答える形になっている。